# Albert Schweitzer (Zug)
Der Albert Schweitzer war ein Fernzug, der Dortmund mit Straßburg verband. Seinen Namen dankt der Zug dem Arzt und Nobelpreisträger Albert Schweitzer.

## Geschichte
Der Trans-Europ-Express Albert Schweitzer übernahm am 27. Mai 1979 die Fahrplantrasse des zwischen Heidelberg und München schlecht ausgelasteten TEE Bacchus. Statt nach München verkehrte dieser Zug unter dem neuen Namen TEE Albert Schweitzer nach Straßburg. Der Zug war damit der letzte neugeschaffene internationale TEE der Deutschen Bundesbahn. Mit einer Abfahrtszeit in Dortmund um 6:35 übernahm er unter anderem eine Entlastungsfunktion für den von Dortmund nach München verkehrenden InterCity Nymphenburg.
Auf der Strecke Dortmund–Kehl wurde der Zug mit der DB-Baureihe 103 und für die letzten sieben Kilometer zwischen Kehl und Straßburg mit einer Mehrsystemlokomotive der Baureihe BB 20200 der SNCF bespannt. Die Zuggarnitur bestand bis 1982 aus zwei TEE-Abteilwagen, einem TEE-Großraumwagen und einem Speisewagen. Ab dem Sommerfahrplan 1982 verkehrte der Zug nur noch mit drei Wagen und wurde lediglich durch eine Minibar bewirtschaftet.
Aufgrund des aufwändigen Betriebs mit Lokwechsel in Kehl war der Betrieb unwirtschaftlich und der TEE Albert Schweitzer wurde zum 29. Mai 1983 eingestellt.

## Zuglauf
| TEE 9 | Bahnhof        | km  | TEE 8 |
| ----- | -------------- | --- | ----- |
| 06:35 | Dortmund Hbf   | 0   | 21:52 |
| 06:55 | Essen Hbf      | 34  | 21:31 |
| 07:09 | Duisburg Hbf   | 54  | 21:20 |
| 07:23 | Düsseldorf Hbf | 77  | 21:07 |
| 07:49 | Köln Hbf       | 117 | 20:43 |
| 08:41 | Koblenz Hbf    | 210 | 19:50 |
| 09:33 | Mainz Hbf      | 302 | 19:00 |
| 09:53 | Darmstadt Hbf  | 335 | 18:37 |
| 10:21 | Heidelberg Hbf | 394 | 18:09 |
| 10:49 | Karlsruhe Hbf  | 448 | 17:42 |
| 11:05 | Baden-Baden    | 479 | 17:24 |
| 11:40 | Kehl           | 528 | 17:00 |
|       | Strasbourg     | 535 |       |